# Ruth Stonehouse
Ruth Stonehouse (28 de septiembre de 1892 – 12 de mayo de 1941) fue una actriz y directora de la época de cine mudo. Su carrera teatral empezó a los ocho años como bailarina en shows de Arizona.

## Primeros años
Ruth Stonehouse era hija de James Wesley Stonehouse y Georgia C. Worster y nació el 28 de septiembre de 1892 en Denver, Colorado. Su padre fue el fundador de Stonehouse Signs Inc. Según el censo de 1900 de Laurence Town, condado de Teller, Colorado, vivía con su padre, James, rotulista, y su abuela, Eda Stonehouse, junto con su hermana, Hazel, un año menor. En 1910, vivía con su madre, Georgia Stonehouse, taquígrafa, y su hermana, Hazel, en Chicago, Illinois. Curiosamente, su madre figura como viuda en el censo de 1910, mientras que James Stonehouse reside en Arizona.

## Carrera cinematográfica

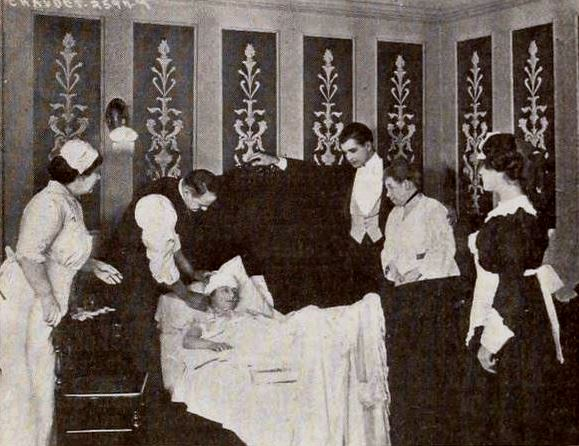
Fotograma de The Edge of the Law (1917) con Stonehouse en la cama y (derecha) Lloyd Whitlock y Lydia Yeamans Titus.

Stonehouse trabajó para Triangle Film Corporation y Universal Pictures durante una carrera que se extendió desde 1911 hasta 1928. Unos años antes, en 1907, fue miembro fundador de la Essanay Film Manufacturing Company. También trabajó en las producciones de Cyrus J. Williams. Su experiencia en este campo ayudó a Stonehouse a iniciar su carrera como directora más adelante, cuando se trasladó a diferentes emisoras. Su aspecto andrógino se hizo más evidente en el papel de Nancy Glenn y en la película de 1917 The Edge of the Law. Actuó en comedias y dramas como la película patriótica Doing Her Bit (1917), dirigida por Jack Conway. [cita requerida]

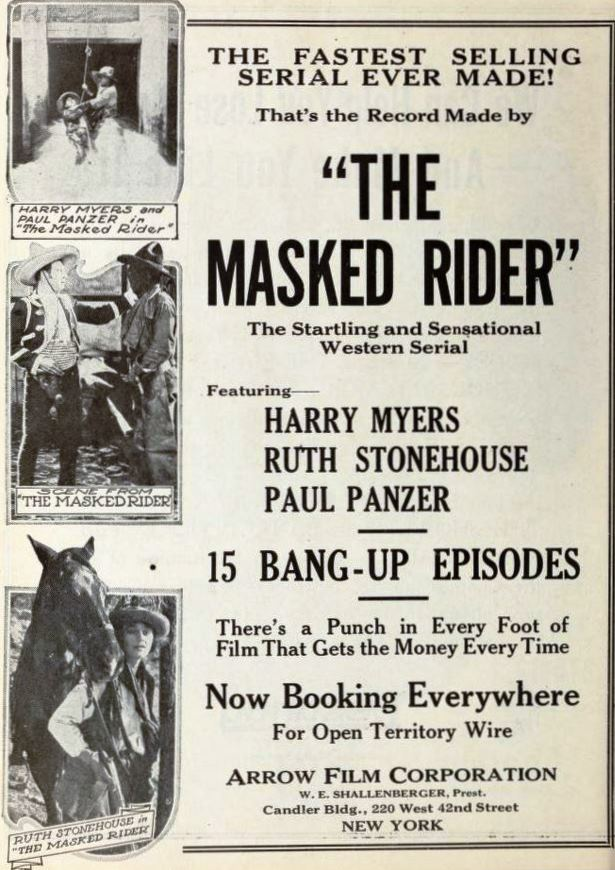
The Masked Rider (1919)

En 1917, Stonehouse dirigió las películas Daredevil Dan, A Walloping Time, The Winning Pair, A Limb of Satan, Puppy Love, y Tacky Sue's Romance. Se trataba de películas de un solo rollo sobre asilos de huérfanos, la primera de las cuales se titulaba Mary Ann.

## Vida personal
Stonehouse poseía una cabaña en el Santa Anita Canyon, en las montañas de Sierra Madre. Aquí entretenía a hombres y mujeres destacados del mundo del cine, cocinando obras maestras culinarias que sus amigos consideraban superiores a las de la mayoría de los chefs. Stonehouse era aficionada al Owen Magnetic Auto y lo promocionaba en los periódicos. Stonehouse era una ávida jardinera que cultivaba begonias de raíz fibrosa, pleromas, fucsias, cinerias y jacintos. Su casa, situada en el 204 North Rossmore Avenue, en Los Ángeles, California, era una adaptación de un diseño español que estaba bien situada al frente de un gran terreno. Trabajó activamente en la Children's Home Society durante veinticinco años y también fue miembro del Garden Club of California.

### Muerte
Stonehouse murió en Hollywood, California, de una hemorragia cerebral el 12 de mayo de 1941, a los 48 años. En su obituario figuraba como Mrs. Felix Hughes. Su funeral se celebró en Wee Kirk o' the Heather. Fue enterrada en un mausoleo en Forest Lawn Memorial Park.

## Filmografía seleccionada

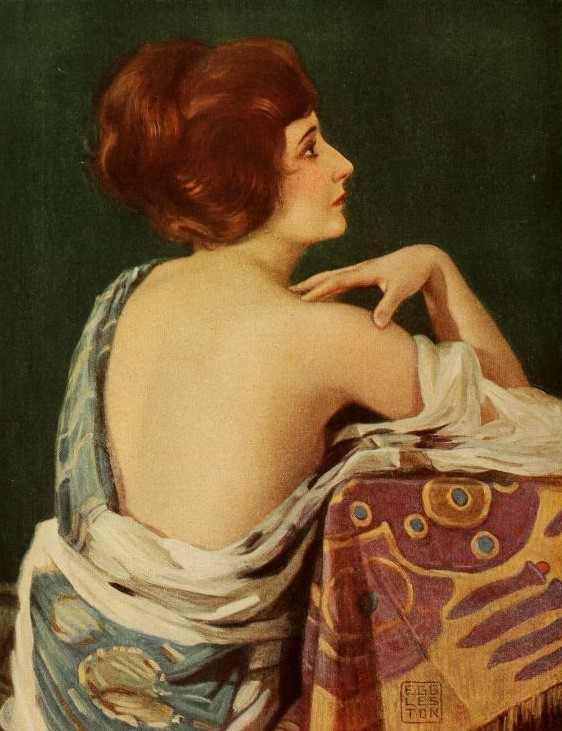
Retrato de Stonehouse por Benjamin Eggleston (1867-1937) para la revista cinematográfica Shadowland, diciembre de 1922.

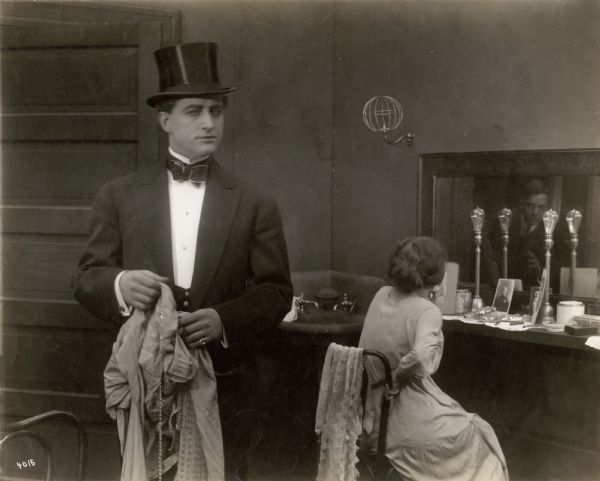
Francis X. Bushman y Stonehouse en la producción de Essanay Ashes of Hope (1914)

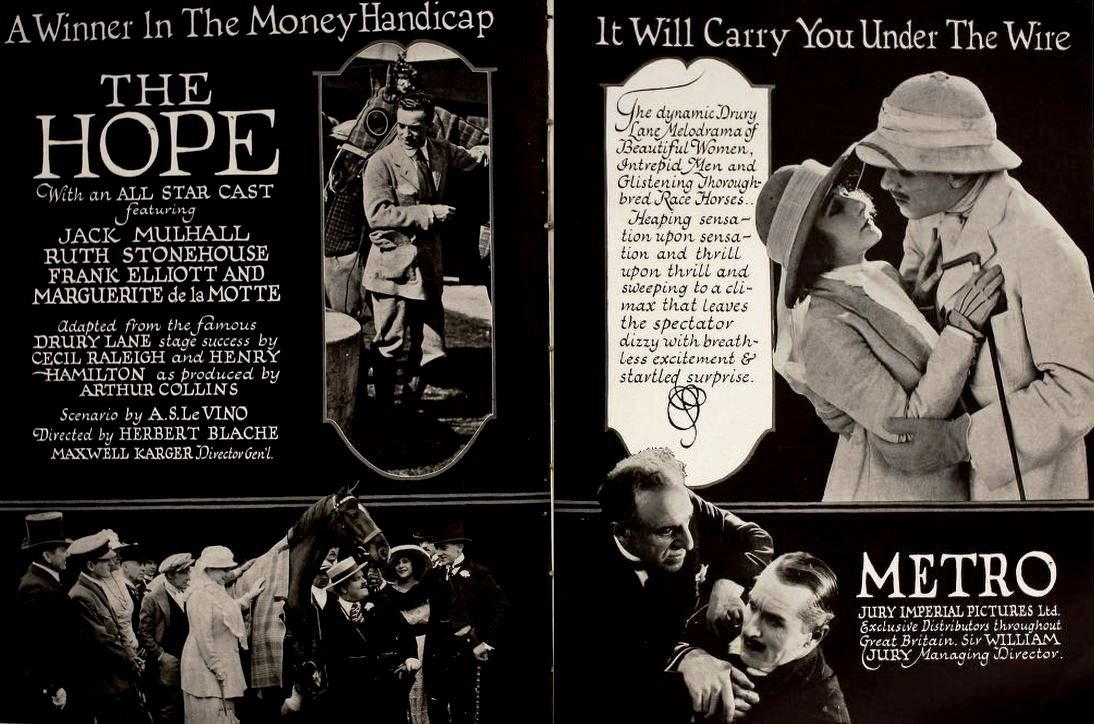
Anunció de la película de 1920 The Hope protagonizada por Jack Mulhall, Stonehouse, Frank Elliot, y Marguerite De La Motte; dirigida por Herbert Blache

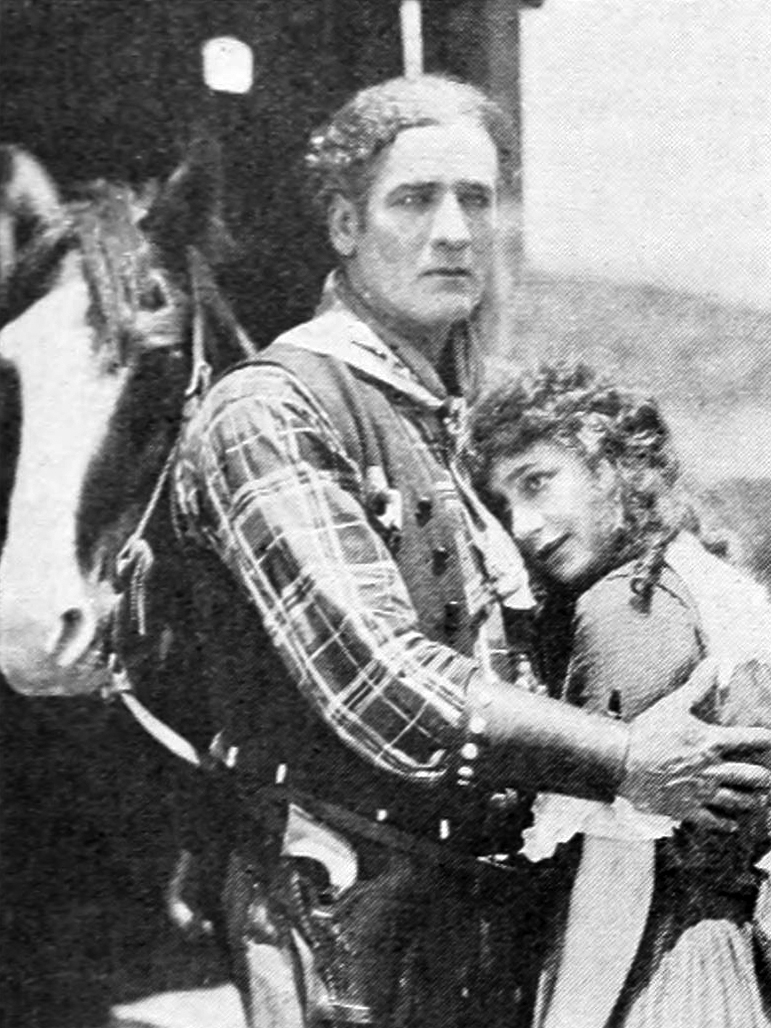
Con Tom Santschi en Mother o' Dreams (1921)

- Mr. Wise, Investigator (1911) *cortometraje
- From the Submerged (1912) *cortometraje
- When Soul Meets Soul (1913) *cortometraje
- The Spy's Defeat (1913) cortometraje con Francis X. Bushman
- Blood Will Tell (1914) cortometraje con Bushman
- Ashes of Hope (1914, Essanay) cortometraje con Bushman
- The Masked Wrestler (1914) *cortometraje
- No. 28, Diplomat (1914) *cortometraje
- The Slim Princess (1915) con Wallace Beery
- The Romance of an American Duchess (1915)
- The Papered Door (1915) *cortometraje
- The Alster Case (1915)
- The Gilded Cage (1915)[5]
- The Adventures of Peg o' the Ring (1916) *serial[A]
- A Limb of Satan (1917) *cortometraje dirigido & protagonizado Ruth Stonehouse con Jack Dill y Charles Bennett
- A Phantom Husband (1917)
- The Edge of the Law (1917)
- Love Aflame (1917)
- Follow the Girl (1917)
- The Saintly Sinner (1917)
- Fighting for Love (1917)
- Rosalind at Redgate (1919) *cortometraje
- The Master Mystery (1919)
- The Masked Rider (1919)
- The Four-Flusher (1919, Metro Pictures)
- The Red Viper (1919 Tyrad Pictures)
- Parlor, Bedroom and Bath (1920 Metro Pictures)
- The Hope (1920 Metro Pictures)
- Are All Men Alike? (1920 Metro Pictures)
- The Land of Jazz (1920 Fox Film Corporation)
- Cinderella's Twin (1920 Metro Pictures)
- I Am Guilty (1921 Associated Producers)
- Don't Call Me Little Girl (1921 Paramount Pictures)
- The Wolver (1921 Pathe Exchange) (*cortometraje)
- Mother o' Dreams (1921 Pathe Exchange) (*cortometraje)
- Lorraine of the Timberlands (1921 Pathe Exchange) (*cortometraje)
- The Honor of Rameriz (1921 Pathe Exchange) (*cortometraje)
- The Spirit of the Lake (1921 Pathe Exchange) (*cortometraje)
- The Heart of Doreon (1921 Pathe Exchange) (*cortometraje)
- The Flash (1923 Russell Productions)
- Flames of Passion (1923 Independent Pictures)[B]
- Lights Out (1923 Film Booking Offices of America; FBO)
- The Way of the Transgressor (1923 Independent Pictures)
- A Girl of the Limberlost (1924 Film Booking Office of America; FBO)
- Broken Barriers (1924 Metro-Goldwyn)
- Straight Through (1925 Universal Pictures)
- A Two-Fisted Sheriff (1925 Arrow Film Corp.)
- Fifth Avenue Models (1925 Universal Pictures)
- The Fugitive (1925 Arrow Film Corp.)
- Blood and Steel (1925 Independent Pictures)[C]
- The Scarlet West (1925 First National)[D]
- Ermine and Rhinestones (1925 Jans Film Service)[E]
- False Pride (1925 Astor Pictures)
- The Wives of the Prophet (1926 Lee-Bradford)
- Broken Homes (1926 Astor Pictures)
- The Ladybird (1927 First Division Pictures)[F]
- Poor Girls (1927 Columbia Pictures)
- The Satin Woman (1927 Lumas Film Corp.)
- The Ape (1928 Collwyn Pictures Corp.)
- The Devil's Cage (1928 Chadwick Pictures)